# Tropiscia flagellata
Tropiscia flagellata är en kräftdjursart som beskrevs av Albert Vandel 1968C. Tropiscia flagellata ingår i släktet Tropiscia och familjen Philosciidae. Inga underarter finns listade i Catalogue of Life.